# Кемине
Кемине́ (туркм. Kemine), настоящее имя Мамедвели́ (туркм. Mämmetweli), (ок. 1770—1840) — туркменский поэт, мастер поэтической сатиры, чьё творчество способствовало выделению сатиры в отдельный жанр туркменской литературы.

## Биография
Кемине (настоящее имя Мамедвели) родился в Серахсе, приблизительно в 1770 году. Получил образование в исламском медресе в Бухаре. При жизни был очень скромным человеком, за что и получил народное прозвище Кемине (скромный, пренебрегаемый), ставшее впоследствии его творческим псевдонимом.

## Творчество
Кемине — поэт-сатирик, творчество которого способствовало развитию сатиры в самостоятельный литературный жанр, усилению социального содержания туркменской литературы. В своей сатирической поэзии поэт правдиво и метко изображает социальные противоречия общества, изобличает пороки монархической верхушки, духовенства, защищает интересы бедных слоёв населения. Всё это можно увидеть в таких его произведениях, как — «Бедняк», «Нищета», «Шуба», «Навозный жук», «Мой кази» и других.
Хорошо
Хорошо прожить на свете долгий век,

И ещё прожить немного хорошо.

Твоему ли будет сердцу, человек,

У последнего порога хорошо?

Памятник Кемине.
«Аллея вдохновения», Ашхабад, Туркменистан. Фото 2012 года

Неуч в перстень вставит криво самоцвет;

Для высоких дел злодею дела нет;

Вдалеке от наших горестей и бед

Вольной лани быстроногой хорошо.
Вот к прохожим потаскуха льнёт во тьме;

У неё краюшка хлеба на уме.

Хорошо не подходить к её кошме,

И пойти другой дорогой хорошо.
Где ты, вянущая роза, спишь в траве?

Кемине не доверяет злой молве.

Замуж выйти он советует вдове, -

Разве быть ей слишком строгой хорошо?

перевод А. Тарковского
Кроме чисто сатирических, Кемине создавал дидактические и любовно-лирические стихотворные произведения, но и в них прослеживаются сатирические мотивы. Лирических героев Кемине отличают жизнерадостность, юмор, оптимизм.
Помимо поэзии, Кемине творил и в таком жанре, как анекдот. Анекдоты Кемине очень популярны у туркмен и в наши дни. Благодаря своим анекдотам, Кемине — как поэтический образ — сам вошёл в устное народное творчество, став героем устных народных новелл — подобно Ходже Насреддину или Алдару-Косе.

Кемине спал в пустой кибитке, когда к нему забрался вор и стал шарить в темноте, ища поживы. Кемине проснулся и, громко засмеявшись, сказал:

— Ну и дурной ты, парень! Я днём ничего не могу нашарить тут, а ты ночью пришёл искать
Есть даже детские сказки, главным героем которых является Кемине (например «Мудрый Кемине и жадный бай»).

## Литературное наследие Кемине
До наших дней дошло около 40 стихотворных произведений Кемине — практически все в устном изложении. Именно в таком виде они и были впервые изданы несколькими книгами в советское время — как на туркменском, так и на русском языках. Их перевод с туркменского языка на русский язык выполнил Арсений Тарковский.

## Кемине в культуре
- В годы Второй мировой войны драматургом Базаром Амановым на сцене Туркменского государственного театра драмы была поставлена комедия «Кемине»[1].
- В 1947 году Туркменским государственным театром оперы и балета была поставлена первая туркменская комическая опера «Кемине и казы» (музыка — Адриан Шапошников и Вели Мухатов, либретто — К. Бурунова, Иосиф Келлер)[1]. В опере была широко использована народная мелодика, а также — музыкальные темы народных туркменских песен: «Агам сени» (Песня о брате), «Ага беглер» (Друзья, товарищи), «Ляле» (популярная девичья песня)[1].
- В 1992 году туркменской национальной киностудией «ЫЛХАМ» (бывшая студия «Туркменфильм») был выпущен в прокат историко-биографический художественный фильм «Кемине» (режиссёр — Оразмурад Гуммадов; авторы сценария — Байрам Абдуллаев, Оразмурад Гуммадов), в котором авторы предлагают свою версию его жизни. Фильм был отмечен призом жюри (с формулировкой «За сохранение национальных традиций в киноискусстве») на Международном кинофестивале «Серебряный полумесяц—92», проходившем в городе Ашхабаде, (Туркменистан) в 1992 году[5].

## Издания произведений Кемине
- Сайланан эсерлер, Ашгабат, 1959 (туркмен.)
- Кемине. Стихотворения., М., 1968 (рус.)
- Кемине. Сувенирное издание (к 200-летию). Художник В. М. Когдин. Печатник Б. Гурьянов. Ашхабад, 1971. (рус.)

## Память о Кемине
- Марыйский драматический театр имени Кемине (Мары).
- Практически в каждом крупном городе Туркменистана есть улица, названная в честь Кемине.
- Во многих крупных городах республики установлены памятники поэту — их открывали как в советское время, так и в настоящее время — после обретения Туркменистаном независимости в 1991 году. Совсем недавно (в 2010 году) в Ашхабаде был открыт памятник Кемине на «Аллее вдохновения».
- В 2003 году Центральным банком Туркменистана была выпущена памятная монета номиналом 500 манатов, отлитая из серебра 925-й пробы (вес монеты 28,28 г), посвящённая Кемине. Монета была выпущена в серии «Выдающиеся поэты и писатели Туркменистана».